# Postgebäude Saverne

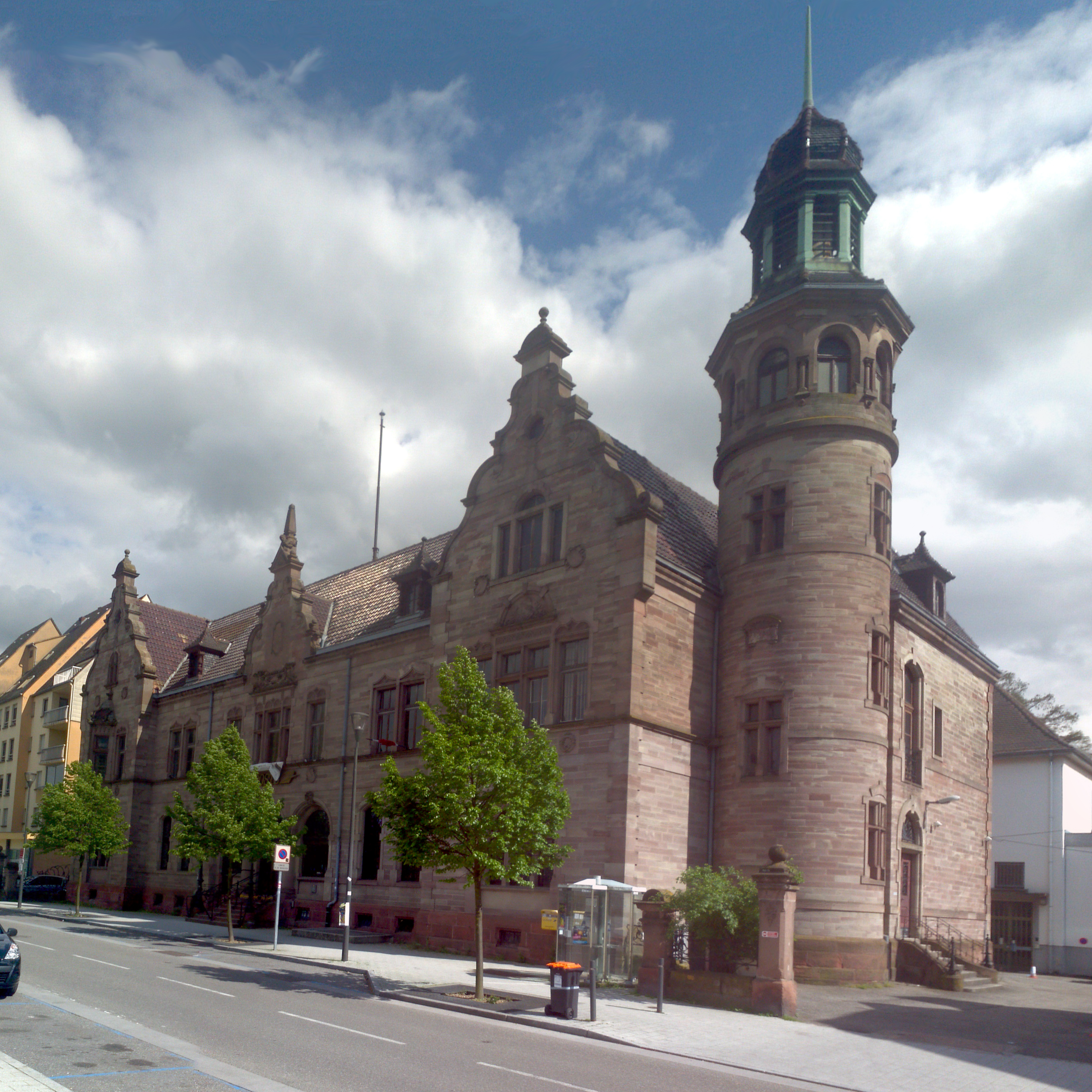
Postgebäude Saverne

Das Postgebäude in Saverne, einer Stadt in der französischen Region Grand Est im Département Bas-Rhin, steht gegenüber vom Bahnhof Saverne und ist weitgehend im Originalzustand von 1894 erhalten. Auf dem Gelände dahinter wurde unmittelbar nach dem Zweiten Weltkrieg eine Telefonvermittlungsstelle im Stil der Zeit angebaut.

## Geschichte
Das Gebäude wurde 1894 von der kaiserlich deutschen Reichspost nach Entwurf des Architekten Ludwig Bettcher (1846–1912; tätig als Postbaurat in der Bauabteilung der Oberpostdirektion Straßburg) mit Fassaden in rotem Vogesensandstein erbaut. Im Stil der Neorenaissance gehalten, orientiert es sich besonders an der im Historismus auch bei anderen öffentlichen Gebäude angewandten sogenannten „deutschen Renaissance“. Etliche weitere Postbauten in Elsass-Lothringen entstanden nach Entwürfen von Bettcher – auch in anderen Baustilen, so zuvor schon das Postamt in Weißenburg (1892), danach die Postämter in Mülhausen (1896), Straßburg (1896–99), Hagenau (1902) und Metz (1907–1911). Postgebäude als Reichsbauten hatten besonders repräsentativen Charakter.
Das Postamt wurde zunächst „Neue Post“ genannt, um es von der bisherigen „Alten Post“ zu unterscheiden, die im Gebäude der Eisenwarenhandlung Metzger & Weil untergebracht war. 1966 wurde das Gebäude in das Verzeichnis des französischen Kulturerbes eingetragen.